# Verdelândia (kommun)
Verdelândia är en kommun i Brasilien.   Den ligger i delstaten Minas Gerais, i den sydöstra delen av landet, 500 km öster om huvudstaden Brasília. Antalet invånare är 8 350.
Följande samhällen finns i Verdelândia:
- Barreiro do Jaíba
- Verdelândia

Omgivningarna runt Verdelândia är huvudsakligen savann. Runt Verdelândia är det mycket glesbefolkat, med 5 invånare per kvadratkilometer.